# Agnieszka Dziemianowicz-Bąk

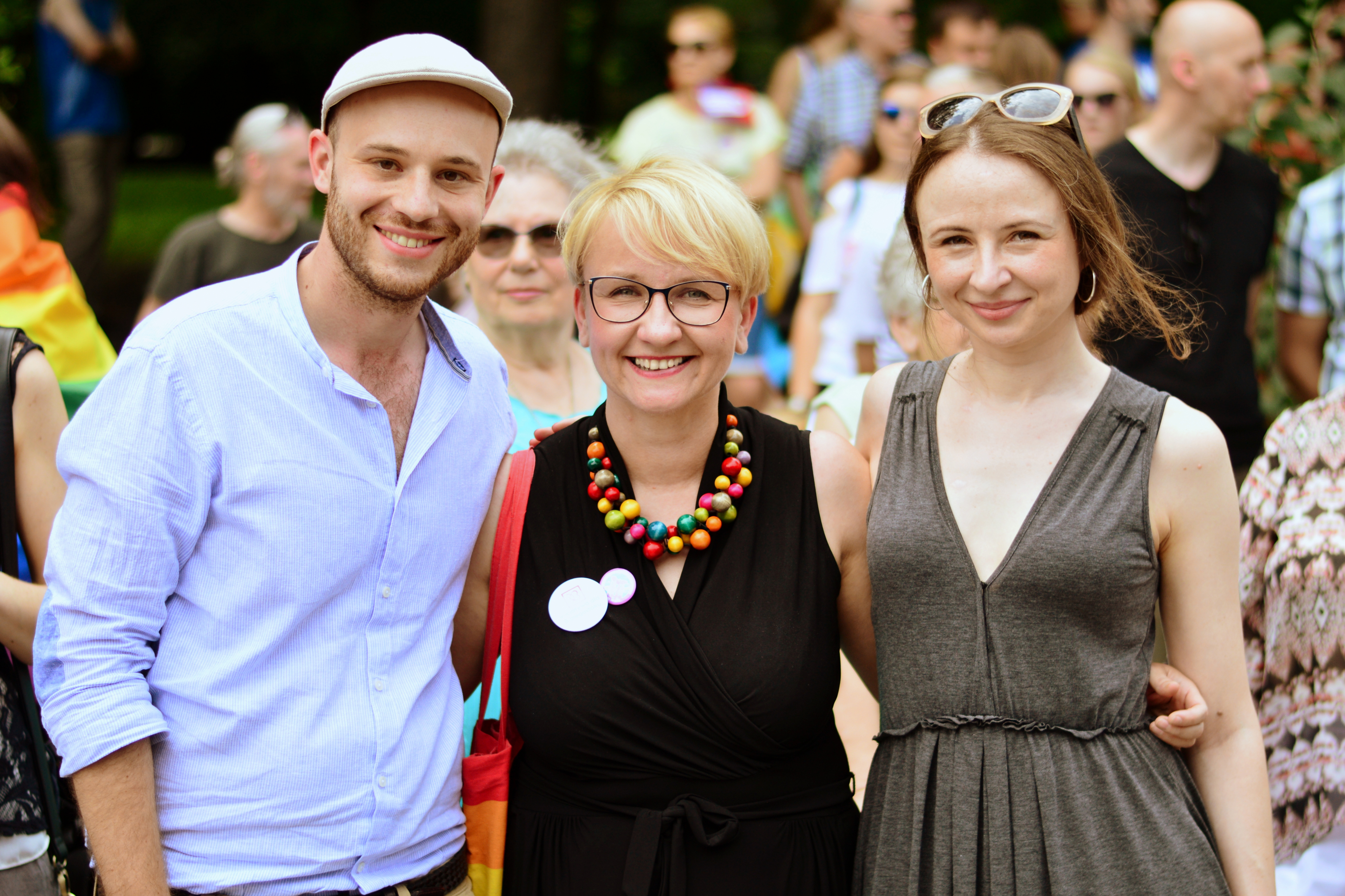
Agnieszka Dziemianowicz-Bąk (z prawej) z Janem Śpiewakiem i Katarzyną Sztop-Rutkowską podczas demonstracji Polska Przeciw Przemocy w Białymstoku (2019)

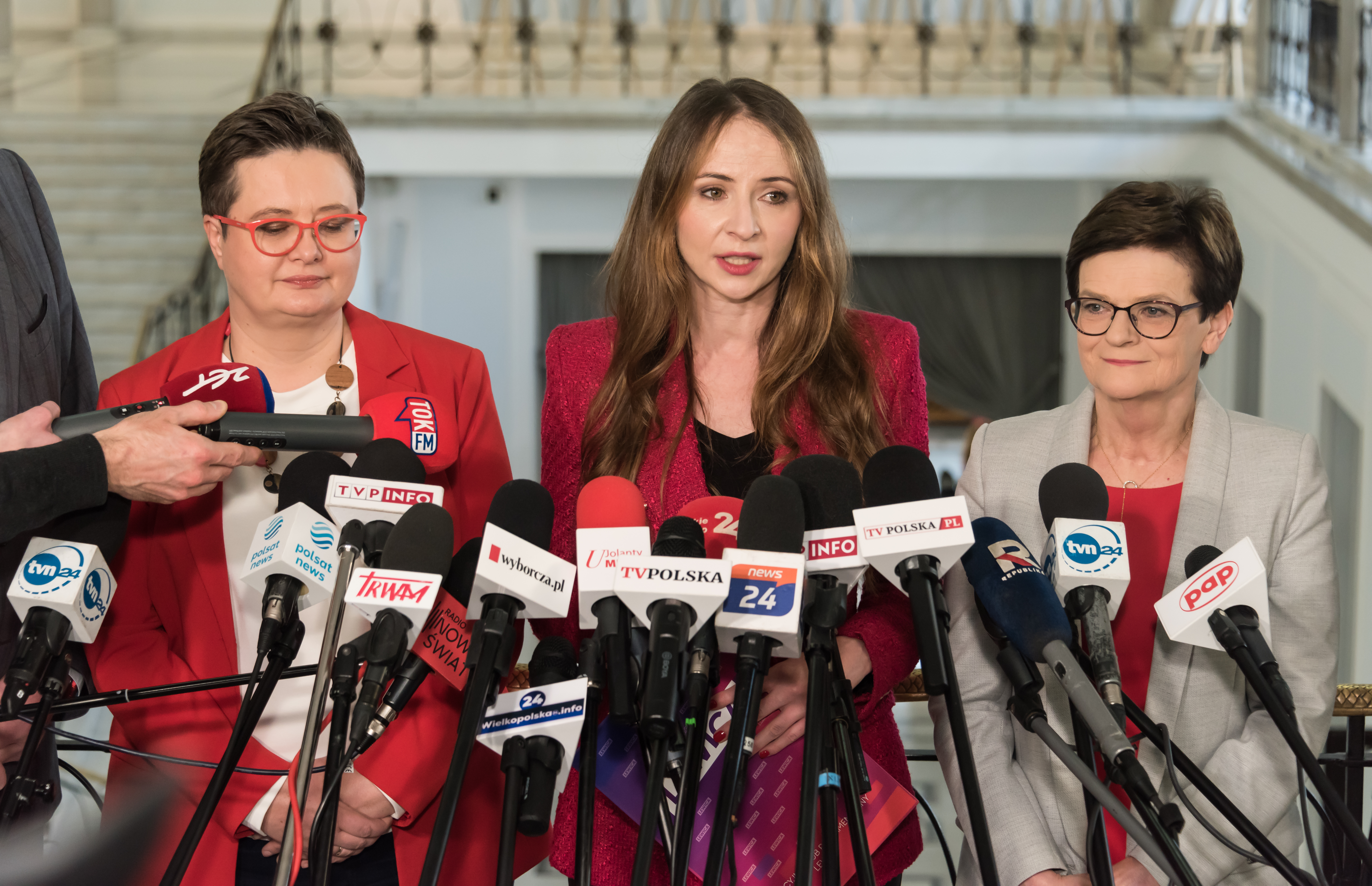
Katarzyna Lubnauer, Agnieszka Dziemianowicz-Bąk i Krystyna Szumilas podczas konferencji prasowej w Sejmie (2023)

Agnieszka Ewa Dziemianowicz-Bąk (ur. 20 stycznia 1984 we Wrocławiu) – polska polityczka, pedagożka, filozofka, badaczka i działaczka społeczna, doktor nauk humanistycznych, posłanka na Sejm IX i X kadencji (od 2019), minister rodziny, pracy i polityki społecznej w trzecim rządzie Donalda Tuska (od 2023).

## Życiorys

### Wykształcenie, działalność naukowa i zawodowa
Absolwentka Liceum Ogólnokształcącego nr III im. Adama Mickiewicza we Wrocławiu (2003). Ukończyła pedagogikę na Wydziale Nauk Historycznych i Pedagogicznych (2008) oraz filozofię na Wydziale Nauk Społecznych (2009) na Uniwersytecie Wrocławskim. W 2009 rozpoczęła studia doktorskie w Instytucie Filozofii UWr. W 2018 uzyskała stopień naukowy doktora nauk humanistycznych w zakresie filozofii na podstawie napisanej pod kierunkiem profesora Adama Chmielewskiego pracy pt. Reprodukcja – Opór – Upełnomocnienie. Radykalna krytyka edukacji we współczesnej zachodniej myśli społecznej. Autorka artykułów i publikacji naukowych.
W maju 2010 podjęła stałą współpracę z Ośrodkiem Myśli Społecznej im. Ferdynanda Lassalle’a we Wrocławiu. W latach 2010–2016 pracowała jako asystentka naukowa w Instytucie Badań Edukacyjnych w Warszawie, gdzie zajmowała się badaniem i analizą polityki edukacyjnej. Badała działalność oświatową samorządów, działała w organizacjach aktywizujących młodzież z małych miejscowości oraz zakładała przedszkola na terenach wiejskich.

### Działalność polityczna
Od września 2015 do lutego 2019 była działaczką Partii Razem (od grudnia 2015 jako członkini zarządu krajowego tego ugrupowania). W czasie kampanii przed wyborami parlamentarnymi w 2015 koordynowała pracę dolnośląskiego biura prasowego partii.
Brała udział w organizacji tzw. czarnego protestu przeciwko ograniczeniu prawa do wykonywania aborcji w Polsce.
Od 2017 reprezentowała Partię Razem w założonym przez Janisa Warufakisa paneuropejskim ruchu DiEM25. W wyborach samorządowych w 2018 otwierała okręgową listę swojego ugrupowania do Sejmiku Województwa Dolnośląskiego, nie została wówczas wybrana na radną. W lutym 2019 wystąpiła z Partii Razem, motywując swoją decyzję brakiem akceptacji dla przyjętej przez tę partię strategii przed wyborami do Parlamentu Europejskiego w tym samym roku. W sierpniu 2019 została wybrana do zespołu koordynacyjnego DiEM25.
W kwietniu 2019 założyła inicjatywę „Wrocław Wspiera Nauczycieli”, która w trakcie trwającego strajku generalnego w oświacie, zainicjowanego przez Związek Nauczycielstwa Polskiego, organizowała m.in. demonstracje i wiece poparcia dla postulatów strajkujących we Wrocławiu. Agnieszka Dziemianowicz-Bąk w swoich wypowiedziach podkreśla również sprawy wolności osobistych, równouprawnienia osób LGBT czy dostępu kobiet do aborcji. Była organizatorką wystosowania do rządu i ministra edukacji narodowej apelu o pilną realizację postulatów strajkowych nauczycieli, pod którym podpisało się około 50 tys. osób.
W 2019 została kandydatką w wyborach parlamentarnych z ostatniego miejsca na liście Sojuszu Lewicy Demokratycznej w okręgu wrocławskim (z rekomendacji Wiosny). W wyborach otrzymała 14 257 głosów, uzyskując mandat posłanki IX kadencji. W Sejmie została członkinią Komisji do Spraw Unii Europejskiej oraz Komisji Edukacji, Nauki i Młodzieży, a także przewodniczącą Parlamentarnego Zespołu ds. Bezpieczeństwa Ruchu Drogowego.
W marcu 2020 podczas trwającej pandemii COVID-19 w ramach swojego biura poselskiego zainicjowała „Poselską Pomoc Pracowniczą”, ośrodek wsparcia dla pracowników poszkodowanych przez kryzys gospodarczy i nieuczciwych pracodawców. W lipcu zadeklarowała rozszerzenie działalności poprzez powołanie Biura Interwencji Obywatelskich.
W 2020 była współprzewodniczącą sztabu Roberta Biedronia podczas kampanii przed wyborami prezydenckimi. We wrześniu 2021 przystąpiła do Nowej Lewicy, dołączając do frakcji SLD. W wyborach w 2023 z powodzeniem ubiegała się o poselską reelekcję w okręgu gdyńskim, otrzymując 30 631 głosów.
12 grudnia 2023 Sejm X kadencji wybrał ją na urząd ministra rodziny, pracy i polityki społecznej w trzecim rządzie Donalda Tuska. Następnego dnia została powołana na to stanowisko przez prezydenta RP Andrzeja Dudę. W styczniu 2024 została powołana przez prezydenta w skład Rady Dialogu Społecznego.

## Wyróżnienia
- Umieszczenie wraz z Barbarą Nowacką na liście FP Top 100 Global Thinkers opracowanej przez amerykański magazyn „Foreign Policy” (2016)[10]
- Nagroda „Korony Równości” w kategorii „życie polityczne” przyznana w plebiscycie Kampanii Przeciw Homofobii za zaangażowanie w walkę o równe prawa dla społeczności LGBTQI (2020)[31][32][33]
- Nagroda im. Haliny Krahelskiej (2024) przyznawana przez głównego inspektora pracy za osiągnięcia w zakresie ochrony pracy i ochrony zdrowia w środowisku pracy[34][35]

## Życie prywatne
Córka polskiego Żyda Remigiusza Dziemianowicza oraz Mirosławy. Jest zamężna.

## Wyniki wyborcze
| Wybory | Komitet wyborczy | Komitet wyborczy             | Organ                                         | Okręg | Wynik          |
| ------ | ---------------- | ---------------------------- | --------------------------------------------- | ----- | -------------- |
| 2018   |                  | Partia Razem                 | Sejmik Województwa Dolnośląskiego VI kadencji | nr 1  | 3566 (1,40%)   |
| 2019   |                  | Sojusz Lewicy Demokratycznej | Sejm IX kadencji                              | nr 3  | 14 257 (2,18%) |
| 2023   |                  | Nowa Lewica                  | Sejm X kadencji                               | nr 26 | 30 631 (4,49%) |